# NGC 3007
NGC 3007 è una galassia lenticolare, nella costellazione del Sestante.Ha un diametro di circa 115 mila anni luce e si trova a una distanza di oltre 300 milioni di anni luce dal Sole. 

## Scoperta
La galassia è stata scoperta dall'astronomo francese Édouard Stephan il 16 marzo 1885.